# Zeezoutcorrectie
Zeezoutcorrectie is een correctiefactor die wordt toegepast bij berekeningen naar de concentratie fijnstof in de lucht. De berekende luchtconcentratie fijnstof kan door de correctie worden verlaagd met een hoeveelheid zeezout die van nature in de lucht voorkomt, en niet schadelijk is voor de mens. 
Deze correctiefactor verschilt per locatie, want de jaargemiddelde concentratie zeezout verloopt naar schatting van de kust 7 μg/m3 naar ongeveer 3 μg/m3 aan de Nederlandse/Duitse oostgrens.